# العلاقات الإسبانية النيكاراغوية
العلاقات الإسبانية النيكاراغوية هي العلاقات الثنائية التي تجمع بين إسبانيا ونيكاراغوا.

## مقارنة بين البلدين
هذه مقارنة عامة ومرجعية للدولتين:
| وجه المقارنة                                              | إسبانيا                                                                             | نيكاراغوا        |
| --------------------------------------------------------- | ----------------------------------------------------------------------------------- | ---------------- |
| المساحة (كم2)                                             | 505.99 ألف                                                                          | 130.38 ألف       |
| عدد السكان (نسمة)                                         | 46.73 مليون                                                                         | 6.22 مليون       |
| الكثافة السكانية (ن./كم²)                                 | 92.35                                                                               | 47.71            |
| العاصمة                                                   | مدريد                                                                               | ماناغوا          |
| اللغة الرسمية                                             | اللغة الإسبانية، اللغة الغاليسية، لغة بشكنشية، اللغة الكتالونية، اللغة الأوكسيتانية | اللغة الإسبانية  |
| العملة                                                    | يورو، بيزيتا إسبانية                                                                | كوردبا نيكاراغوا |
| الناتج المحلي الإجمالي (بليون دولار)                      | 1.31 تريليون                                                                        | 13.81 مليار      |
| الناتج المحلي الإجمالي (تعادل القوة الشرائية) بليون دولار | 1.77 تريليون                                                                        | 31.63 مليار      |
| الناتج المحلي الإجمالي الاسمي للفرد دولار أمريكي          | 28.16 ألف                                                                           | 2.09 ألف         |
| الناتج المحلي الإجمالي للفرد دولار أمريكي                 | 38.00 ألف                                                                           | 4.92 ألف         |
| مؤشر التنمية البشرية                                      | 0.876                                                                               | 0.631            |
| رمز المكالمات الدولي                                      | +34                                                                                 | +505             |
| رمز الإنترنت                                              | .es                                                                                 | .ni              |
| المنطقة الزمنية                                           | ت ع م+01:00، ت ع م+02:00                                                            | 00               |

## مدن متوأمة
في ما يلي قائمة باتفاقيات التوأمة بين مدن إسبانية ونيكاراغوية:
- ترتبط البسيط مع سان كارلوس، ريو سان خوان [الإنجليزية]‏ باتفاقية توأمة منذ 1996.
- ترتبط غيرونا مع بلوفيلدز، نيكاراغوا باتفاقية توأمة.
- ترتبط سانتا ماريا دي كورسو مع San Juan de Limay [الإنجليزية]‏ باتفاقية توأمة.
- ترتبط توروييا دي مونتغري مع San Juan del Sur [الإنجليزية]‏ باتفاقية توأمة.
- ترتبط فوينلابرادا مع San Juan del Río Coco [الإنجليزية]‏ باتفاقية توأمة منذ 1988.[16]
- ترتبط مدريد مع ماناغوا باتفاقية توأمة منذ 19 يناير 1982.[17][17][17][17]
- ترتبط ساباديل مع ماتاغلبا باتفاقية توأمة منذ 1989.[18][18][19][19]
- ترتبط أرتا مع Totogalpa [الإنجليزية]‏ باتفاقية توأمة.
- ترتبط فراغا مع Catarina, Nicaragua [الإنجليزية]‏ باتفاقية توأمة.
- ترتبط سانتا في مع أكوتال [الإنجليزية]‏ باتفاقية توأمة.
- ترتبط إل بارت دي يوبريغات مع Kukra Hill [الإنجليزية]‏ باتفاقية توأمة.
- ترتبط موليت ديل فاليس مع San Juan de Cinco Pinos [الإنجليزية]‏ باتفاقية توأمة.[20]
- ترتبط باريتس ديل فاليس مع San Francisco del Norte [الإنجليزية]‏ باتفاقية توأمة.
- ترتبط كورنيلا دي يوبريغات مع خينوتيغا باتفاقية توأمة.
- ترتبط ليستارتيت [الإنجليزية]‏ مع San Juan del Sur [الإنجليزية]‏ باتفاقية توأمة.
- ترتبط سان خوستو ديزفيرا مع Camoapa [الإنجليزية]‏ باتفاقية توأمة.
- ترتبط ليغانيس مع سوموتو، نيكاراغوا [الإنجليزية]‏ باتفاقية توأمة.
- ترتبط فيتش مع سوموتو، نيكاراغوا [الإنجليزية]‏ باتفاقية توأمة.

## منظمات دولية مشتركة
يشترك البلدان في عضوية مجموعة من المنظمات الدولية، منها:
| علم المنظمة | اسم المنظمة                               | تاريخ انضمام إسبانيا | تاريخ انضمام نيكاراغوا |
| ----------- | ----------------------------------------- | -------------------- | ---------------------- |
|             | مؤسسة التنمية الدولية                     | 18 أكتوبر 1960       | 30 ديسمبر 1960         |
|             | يونسكو                                    | 30 يناير 1953        | 22 فبراير 1952         |
|             | وكالة ضمان الاستثمار متعدد الأطراف        | 29 أبريل 1988        | 12 يونيو 1992          |
|             | الأمم المتحدة                             | 14 ديسمبر 1955       | 24 أكتوبر 1945         |
|             | بنك أمريكا الوسطى للتكامل الاقتصادي ‏      | ?                    | ?                      |
|             | الاتحاد البريدي العالمي                   | ?                    | ?                      |
|             | البنك الدولي للإنشاء والتعمير             | 15 سبتمبر 1958       | 14 مارس 1946           |
|             | الاتحاد الدولي للاتصالات                  | 1866                 | 12 مايو 1926           |
|             | منظمة حظر الأسلحة الكيميائية              | ?                    | ?                      |
|             | مؤسسة التمويل الدولية                     | 24 مارس 1960         | 20 يوليو 1956          |
|             | المركز الدولي لتسوية المنازعات الاستشارية | 17 سبتمبر 1994       | 19 أبريل 1995          |
|             | منظمة التجارة العالمية                    | ?                    | ?                      |
|             | منظمة الشرطة الجنائية الدولية             | ?                    | ?                      |

## أعلام
هذه قائمة لبعض الشخصيات التي تربطها علاقات بالبلدين:
- اوريانو بينيدا (سياسي نيكاراغوي، 4 يوليو 1802 – 17 سبتمبر 1853)
- إنريكي بولانيوس (سياسي نيكاراغواياني، 13 مايو 1928 – )
- إيفاريستو كارازو (سياسي نيكاراغواياني، 24 أكتوبر 1821 – 1 أغسطس 1889)
- خوان باوتيستا ساكاسا (سياسي نيكاراغواياني، 21 ديسمبر 1874[26][27] – 17 أبريل 1946[27])
- خوسيه فيسنتي كوادرا (سياسي نيكاراغواياني، 25 يوليو 1812 – 10 ديسمبر 1894)
- خوسيه ماريا مونكادا تابيا (8 ديسمبر 1870 – 23 فبراير 1945)
- دانيال كادينا (لاعب كرة قدم إسباني، 9 فبراير 1987[28] – )
- ليوناردو أرغيو باريتو (سياسي نيكاراغواياني، 29 أغسطس 1875 – 15 ديسمبر 1947)
- هومبيرتو أورتيغا (سياسي نيكاراغوي، 10 يناير 1947 – )

## وصلات خارجية
- موقع وزارة الخارجية الإسبانية
- موقع وزارة الخارجية النيكاراغوية